# Hayden Wilde
Hayden Wilde (ur. 1 września 1997 w Taupō) – nowozelandzki triathlonista, brązowy medalista olimpijski.
W 2021 roku wystąpił podczas igrzysk olimpijskich w Tokio. W rywalizacji indywidualnej zdobył brązowy medal olimpijski z czasem łącznym 1:45:24. Stracił 20 sekund do zwycięzcy zawodów Kristiana Blummenfelta oraz 9 sekund do drugiego w klasyfikacji Alexa Yee. Wystartował również w sztafecie mieszanej, w której zajął dwunastą pozycję (wraz z nim nowozelandzką sztafetę stanowili: Ainsley Thorpe, Tayler Reid i Nicole van der Kaay).